# Malguénac
Malguénac (bretonisch: Malgeneg) ist eine französische Gemeinde mit 1849 Einwohnern (Stand 1. Januar 2022) im Département Morbihan in der Region Bretagne. Sie gehört zum Gemeindeverband Pontivy Communauté.

## Geographie
Malguénac liegt im Norden des Départements Morbihan und gehört zum Pays de Pontivy.
Nachbargemeinden sind Cléguérec im Norden, Pontivy im Osten, Le Sourn im Südosten, Guern im Süden und Südwesten sowie Séglien im Nordwesten.
Der Ort liegt wegen seiner Lage westlich der Stadt Pontivy nahe an Straßen für den überregionalen Verkehr. Nördlich von Malguénac führt die D782 von Pontivy nach Rosporden vorbei. Die wichtigsten Straßenverbindungen sind die D700/D768 (ehemals Route nationale 168), die mehrere Kilometer östlich der Gemeinde vorbeiführt, die N164 im Norden und die N24 weiter im Süden.
Die bedeutendsten Gewässer sind die Bäche Bonne Chère, Le Frétu, Germaude, La Pierre und Ker Jéhanno. Diese bilden auch teilweise die Gemeindegrenze. Zudem gibt es mehrere Teiche auf dem Gemeindegebiet.

## Bevölkerungsentwicklung
| Jahr      | 1962 | 1968 | 1975 | 1982 | 1990 | 1999 | 2006 | 2019 |
| Einwohner | 1214 | 1076 | 1194 | 1419 | 1631 | 1657 | 1726 | 1841 |

## Geschichte
Die Gemeinde gehört historisch zur bretonischen Region Bro Gwened (frz. Vannetais) und innerhalb dieser Region zum Gebiet Bro Pondi (frz. Pays de Pontivy) und teilt dessen Geschichte. Seit 1793 gehört Malguénac zum Kanton Cléguérec. Teile der damaligen Gemeinde wurden bei der Bildung der neuen Gemeinde Le Sourn 1869 von Malguénac abgetrennt.

## Sehenswürdigkeiten
- Kirche Saint-Pierre et Saint-Paul aus dem 15. Jahrhundert, restauriert im 19. Jahrhundert
- Kapelle Saint-Patern aus dem 15. und 18. Jahrhundert
- Kapelle Saint-Gildas in Gueltas aus dem 15. und 16. Jahrhundert
- Kapelle Saint-Etienne
- Kapelle Notre-Dame-du-Moustoir aus dem 15. Jahrhundert
- Kapelle Saint-Bédic (auch Saint-Pédic) aus dem 14. und 17. Jahrhundert
- Kalvarienberg auf dem aufgelösten alten Friedhof
- Schlösser von Moustoirlan (15. Jahrhundert) und Lesturgant (1885)
- Herrenhäuser von Kerlois (17. Jahrhundert), Guily (17. Jahrhundert) und Kera-Mour (1987/1988, aus Steinen historischer Gebäude)
- Brunnen von Le Moustoir und Saint-Etienne
- zahlreiche alte Mühlen (in Kermor, Bonne-Chère, Roch, Le Poulglas, Lesturgant, Huen, Saint-Nizon und Kerivalan)
- Menhire von Maneven

Quellen:

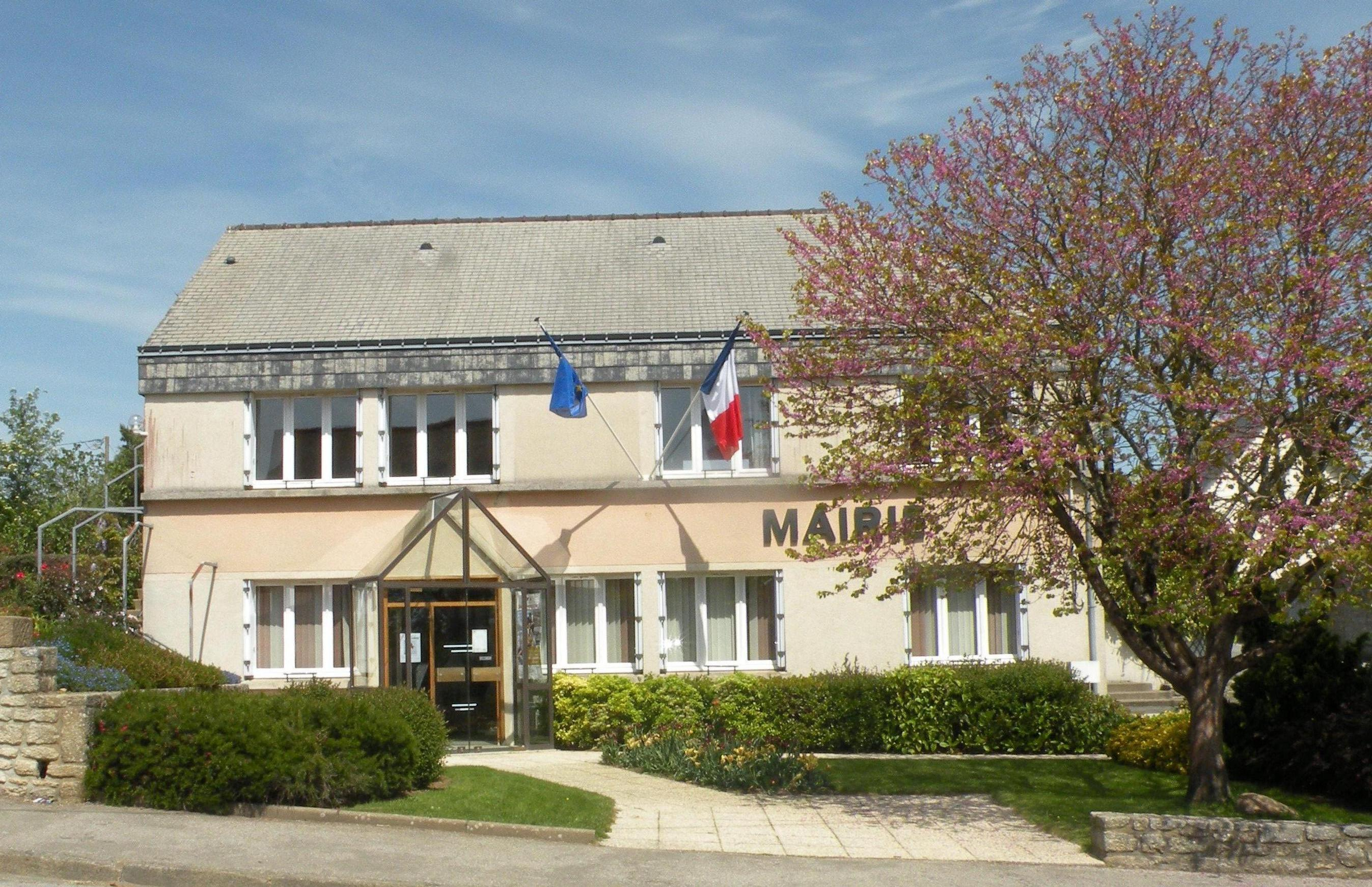
Mairie Malguénac
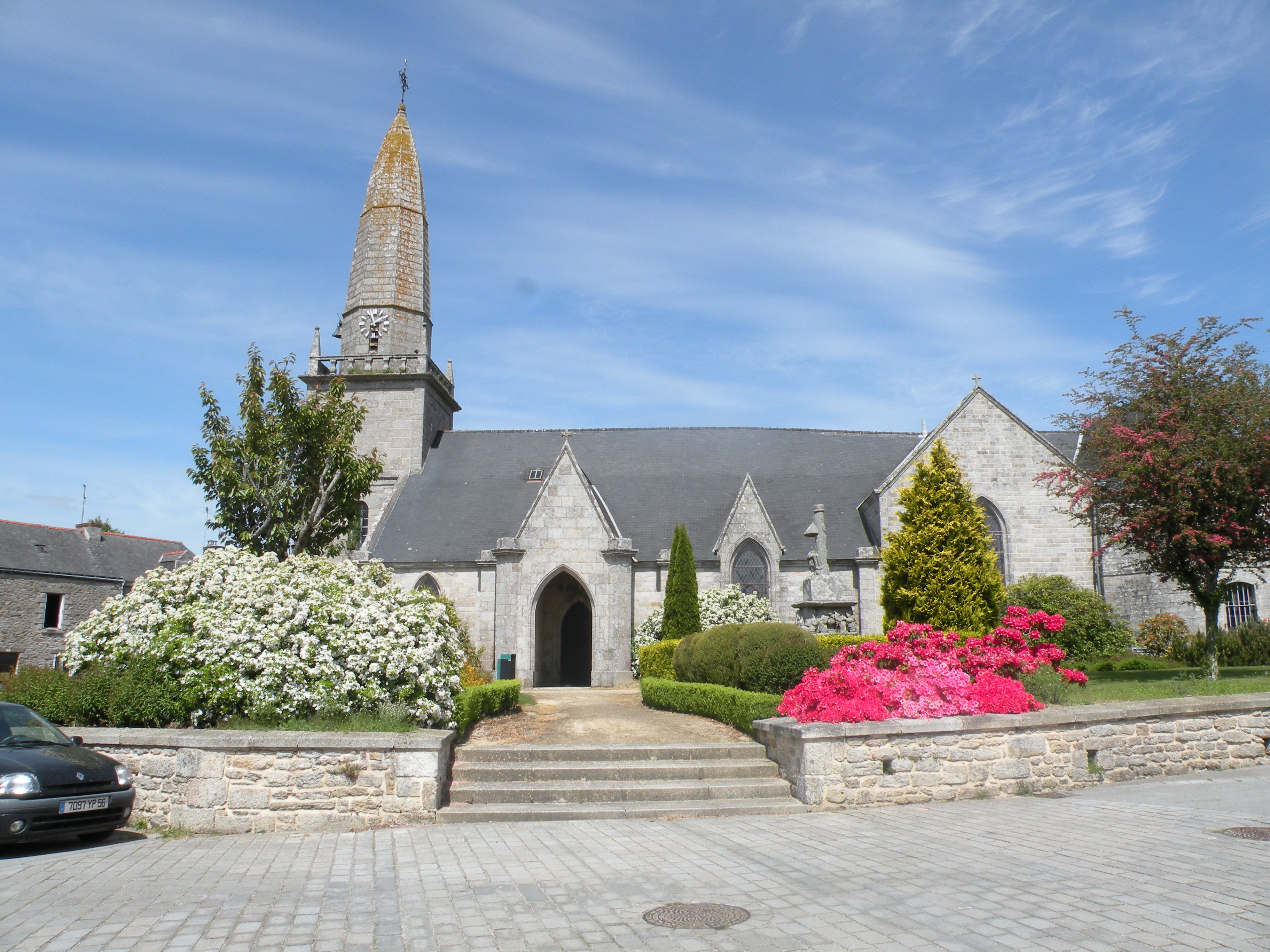
Kirche Saint-Pierre et Saint-Paul in Malguénac
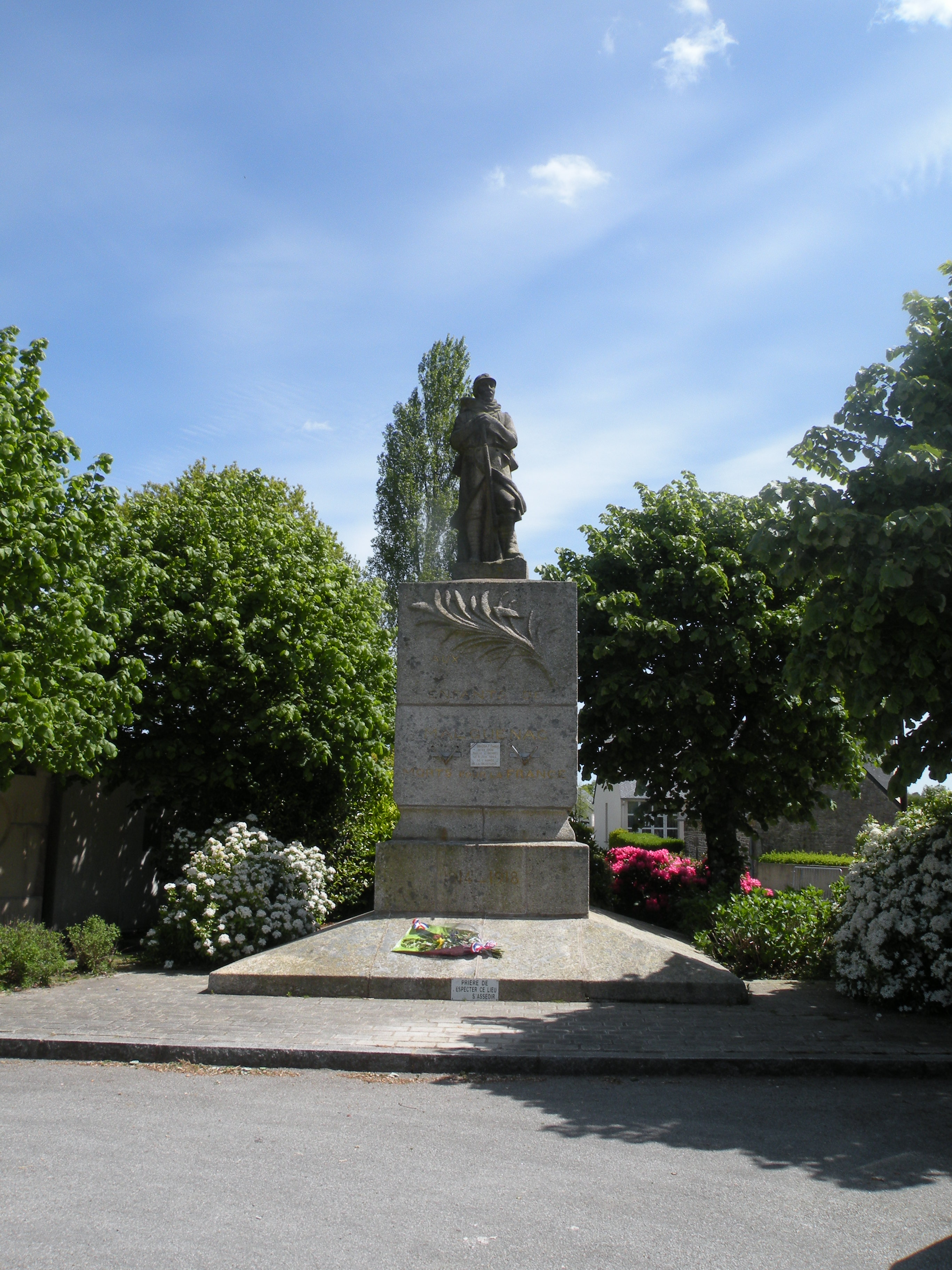
Denkmal für die Gefallenen